# Halagaladdi, Hiriyur
Halagaladdi là một làng thuộc tehsil Hiriyur, huyện Chitradurga, bang Karnataka, Ấn Độ.